# Hendrick ter Brugghen

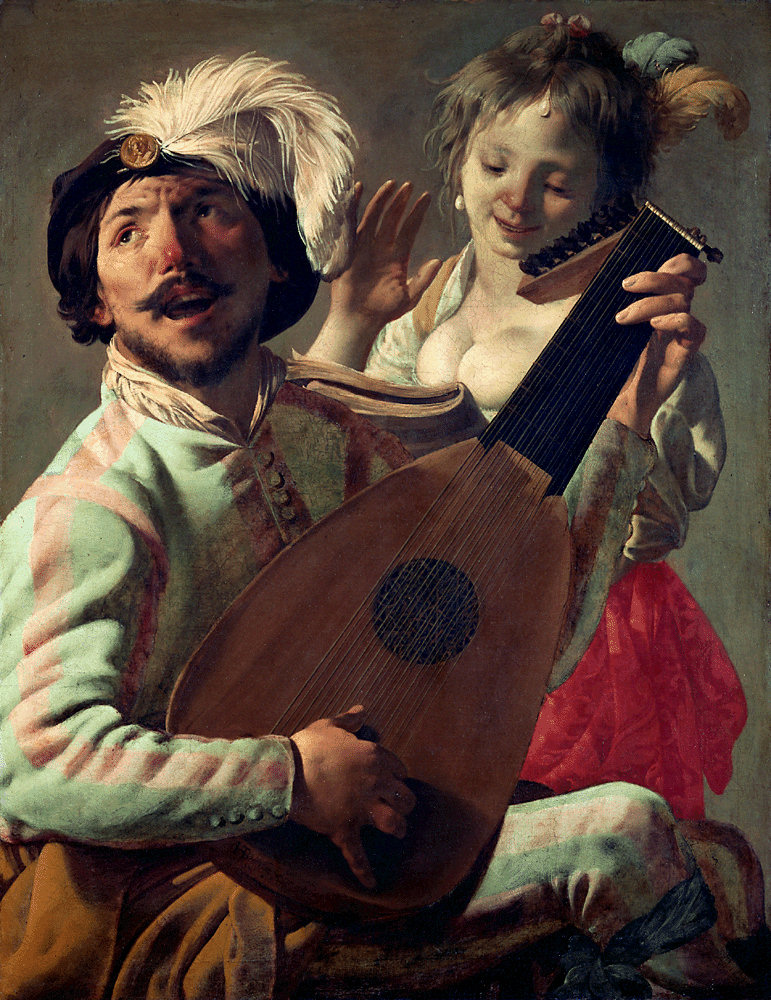
El dúo, de ter Brugghen, 1628, óleo sobre tabla, 101 cm x 81 cm, Museo del Louvre, París.

Hendrick Jansz ter Brugghen, o Terbrugghen, (Deventer, h. 1588-Utrecht, 1 de noviembre de 1629) fue un pintor neerlandés, miembro destacado de los seguidores neerlandeses de Caravaggio — los llamados caravaggistas de Utrecht.
Junto con Gerrit van Hondhorst y Dirck van Baburen, Ter Brugghen fue uno de los pintores holandeses más importantes que se vieron influidos por Caravaggio.

## Biografía
Se sabe poco de los primeros años de ter Brugghen; puede que naciera en La Haya, pero su familia parece que se había trasladado a la muy católica Utrecht a principios de los años 1590. Aquí comenzó a pintar a la edad de trece años, estudiando con Abraham Bloemaert. De Bloemaert, un pintor de historia manierista, aprendió los elementos básicos de su arte. Alrededor de 1604, sin embargo, ter Brugghen viajó a Italia para ampliar sus conocimientos, un movimiento bastante inusual para los pintores neerlandeses de la época. Estuvo en Roma en 1604, y pudo por lo tanto haber entrado en contacto directo con Caravaggio (quien huyó de la ciudad en 1606 por estar acusado de asesinato). Ciertamente estudió su obra, así como la de sus seguidores, los caravagistas italianos como Orazio Gentileschi. La obra de Caravaggio había causado sensación en Italia. Sus cuadros tenían como característica una marcada técnica de claroscuro, el contraste producido por superficies claras y brillantes muy iluminadas junto a otras secciones sombrías y oscuras, pero también por el realismo social de sus modelos, a veces encantadores, a veces chocantes, y otras directamente vulgares. Otros pintores italianos que influyeron en ter Brugghen durante su estancia en Italia fueron Annibale Carracci, Domenichino y Guido Reni. 
Al regresar a Utrecht, trabajó con Gerrit van Honthorst, otro caravagista holandés. Ya figura como miembro del Gremio de Pintores de Utrecht en 1616, y el 15 de octubre de ese año se casó con Jacomijna Verbeeck, hijastra de su hermano mayor Jan. Ter Brugghen murió en Utrecht el 1 de noviembre de 1629, probablemente víctima de la peste. El último de sus ocho hijos, Hennickgen, nació cuatro meses después.

## Obra e impacto

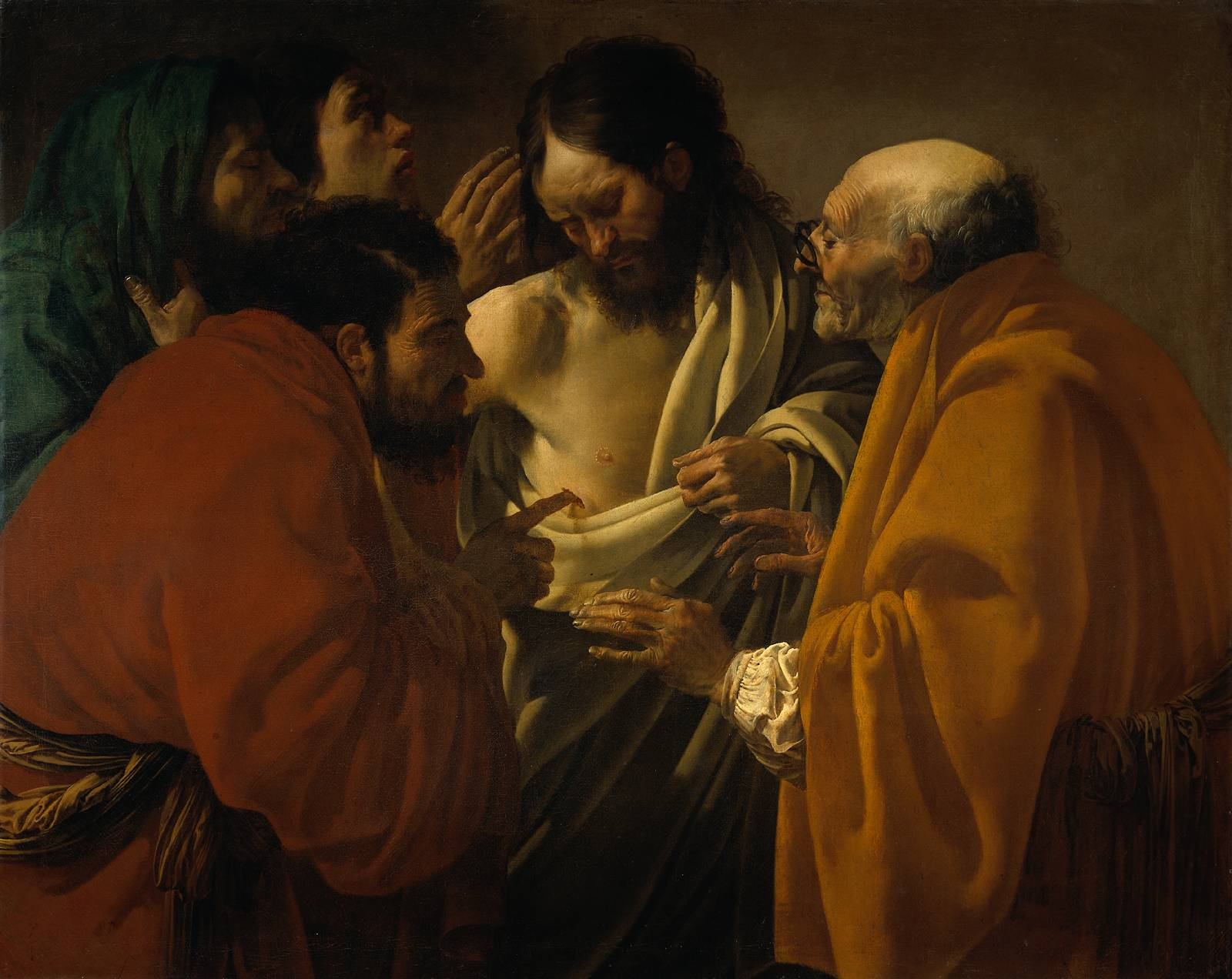
La incredulidad de santo Tomás (1621–1623).

Los temas favoritos de Ter Brugghen fueron figuras de medio cuerpo de bebedores o músicos, pero también produjo imágenes religiosas a gran escala y retratos de grupo. Llevaba consigo la influencia de Caravaggio, y en sus obras hay un dramático uso de la luz y la sombra, así como sujetos con una gran carga emotiva. Aunque murió joven, su obra fue bien recibida y tuvo gran influencia en otros. Su tratamiento de temas religiosos puede verse reflejado en la obra de Rembrandt, y elementos de su estilo pueden encontrarse asimismo en los cuadros de Frans Hals y Johannes Vermeer. Pedro Pablo Rubens describió la obra de ter Brugghen como «...por encima de todas las demás de los artistas de Utrecht».

## Obras
- La Adoración de los Magos (1619) — Rijksmuseum, Ámsterdam
- Flautista (1621) — Gemäldegalerie, Kassel
- La vocación de san Mateo (1621) — Museo Central, Utrecht
- El rey David tocando el arpa — Museo Nacional de Varsovia, Varsovia
- La incredulidad de santo Tomás (c. 1621—1623) — Rijksmuseum, Ámsterdam
- El gaitero (1624) — Museo Wallraf-Richartz, Alemania
- El cantante laudista  (1624) — National Gallery, Londres
- Esaú vendiendo su primogenitura (h. 1624) - Museo Thyssen-Bornemisza, Madrid
- Granida & Daifilo (1625) — Getty Museum, Los Ángeles
- San Sebastián cuidado por santa Irene (1625) — Allen Memorial Art Museum, Oberlin
- La crucifixión con la Virgen y san Juan (c. 1625) — Museo Metropolitano de Arte, Nueva York
- Bacchante & Ape  (1626) — Museo Getty, Los Ángeles
- El concierto (1626) — National Gallery, Londres
- Jacob reprochando a Labán (1627) — National Gallery, Londres
- Demócrito (1628) — Rijksmuseum, Ámsterdam
- Heráclito (1628) —  Rijksmuseum, Ámsterdam
- El dúo (1628) — Museo del Louvre, París